# 生机镇
生机镇，是中华人民共和国贵州省毕节市七星关区下辖的一个乡镇级行政单位。

## 行政区划
生机镇下辖以下地区：
生机村、峨峰村、谢家村、耿官村、坡上村、联合村、镇江村、庆坪村、高流村、大寨村、葛浦村和镰刀湾村。